# Piet Wildschut
Piet Wildschut (* 25. října 1957, Leeuwarden) je bývalý nizozemský fotbalista, obránce. Po skončení aktivní kariéry se s rodinou přestěhoval do USA a pracoval v softwarové společnosti. Vystudoval matematiku na univerzitě v Eindhovenu.

## Fotbalová kariéra
Začínal ve 2. nizozemské lize v týmu FC Groningen. Dále hrál nizozemskou ligu za FC Twente a PSV Eindhoven. S Twente získal v roce 1977 nizozemský pohár. Pokračoval v belgické lize v týmu Royal Antwerp FC. Kariéru končil v nizozemské lize v týmu Roda JC Kerkrade. V Poháru vítězů pohárů nastoupil v 8 utkáních a v Poháru UEFA nastoupil ve 21 utkáních. Za nizozemskou reprezentaci nastoupil v letech 1978–1982 v 11 utkáních a dal 1 gól. Byl členem nizozemské reprezentace na Mistrovství světa ve fotbale 1978, kdy Nizozemí získalo stříbrné medaile za 2. místo. Nastoupil ve 3 utkáních. 

## Ligová bilance
| Ročník                   | Zápasy | Góly | Klub             |
| ------------------------ | ------ | ---- | ---------------- |
| Eerste Divisie 1974/75   | 15     | 2    | FC Groningen     |
| Eerste Divisie 1975/76   | 21     | 4    | FC Groningen     |
| Eredivisie 1976/77       | 21     | 3    | FC Twente        |
| Eredivisie 1977/78       | 34     | 6    | FC Twente        |
| Eredivisie 1978/79       | 17     | 1    | FC Twente        |
| Eredivisie 1978/79       | 7      | 0    | PSV Eindhoven    |
| Eredivisie 1979/80       | 30     | 0    | PSV Eindhoven    |
| Eredivisie 1980/81       | 32     | 3    | PSV Eindhoven    |
| Eredivisie 1981/82       | 33     | 1    | PSV Eindhoven    |
| Eredivisie 1982/83       | 33     | 4    | PSV Eindhoven    |
| Eredivisie 1983/84       | 27     | 1    | PSV Eindhoven    |
| Eredivisie 1984/85       | 17     | 0    | PSV Eindhoven    |
| 1. belgická liga 1985/86 | 28     | 2    | Royal Antwerp FC |
| Eredivisie 1986/87       | 33     | 3    | Roda JC Kerkrade |
| Eredivisie 1987/88       | 17     | 1    | Roda JC Kerkrade |
| CELKEM                   | 365    | 31   |                  |